# Tipulodina sandersoni
Tipulodina sandersoni är en tvåvingeart som först beskrevs av Edwards 1932.  Tipulodina sandersoni ingår i släktet Tipulodina och familjen storharkrankar. Inga underarter finns listade i Catalogue of Life.